# Mrs. Winterbourne
Mrs. Winterbourne (Brasil: Amor por Acidente / Portugal: O Comboio do Destino) é um filme estadunidense, do gênero comédia romântica / comédia dramática, estrelado por Shirley MacLaine, Ricki Lake, e Brendan Fraser. Ele é vagamente baseado no romance I Married a Dead Man de Cornell Woolrich, que já foi filmado em Hollywood como No Man of Her Own (1950), estrelado por Barbara Stanwyck, e em Hindi como Kati Patang (1970). O filme foi rodado em locações e em torno de Toronto, Ontário, incluindo Eaton Hall em King City, Ontário.

## Enredo
Connie Doyle's (Ricki Lake) é uma jovem de 18 anos que fica grávida de seu namorado, o mulherengo Steve DeCunzo (Loren Dean), que ao descobrir que ela está grávida, a expulsa de casa. Sem rumo e sem dinheiro, ela embarca por engano em um trem e como não tem condições de pagar a viagem, é resgatada pelo bondoso Sr. Hugh Winterbourne (Brendan Fraser) que a leva para sua cabine particular, onde ela conhece também, a Sra. Patricia Winterbourne (Susan Haskell) que está grávida.
Entretanto, o trem se envolve em um grande acidente e o casal Winterbourne morre. Contudo, como Connie estava experimentando a aliança da Sra. Patricia Winterbourne, é confundida com a falecida e é recebida pela família Winterbourne como se fosse Patrícia. Ao tentar explicar a terrível confusão, Connie aceita a generosidade da entristecida mãe do falecido rapaz, a Sra. Grace Winterbourne (Shirley MacLaine) e se apaixona pelo irmão gêmeo do falecido, o Sr. Bill Winterbourne (Brendan Fraser).

## Elenco
- Shirley MacLaine como Grace Winterbourne
- Ricki Lake como Connie Doyle/"Patricia Winterbourne"[2]
- Brendan Fraser como Bill / Hugh Winterbourne
- Miguel Sandoval como Paco
- Loren Dean como Steve DeCunzo
- Peter Gerety como Father Brian Kilraine
- Jane Krakowski como Christine
- Debra Monk como Tenent Ambrose
- Cathryn de Prume como Renee
- Susan Haskell como Patricia Winterbourne
- Bobcat Goldthwait (não creditado) como comediante da TV
- Paula Prentiss (não creditado) como enfermeira da maternidade
- Alec Thomilson como Bebê Hughie

## Recepção
Mrs. Winterbourne recebeu revisões geralmente negativos; no Rotten Tomatoes, o filme tem um 7% no ranking 'fresco' (2 comentários 'frescos', 27 'podres') Ele também foi um fracasso de bilheteria, arrecadando apenas 10,082,005 baseado em um orçamento de 25 milhões.